# Borgskalan
Borgskalan (mer korrekt som Borgs RPE-skala efter engelskans Rating of Perceived Exertion) är en skattningsskala för upplevd fysisk ansträngning. Den konstruerades av den svenska psykologen och professorn Gunnar Borg på 1960-talet för att användas i samband med arbetsprov, men används oftast idag av idrottslärare, för att bedöma en träningsaktivitets intensitet. Uppskattningen är subjektiv och individuell men är tänkt att korrelera med pulsen. Exempelvis ska 13 på skalan motsvara ungefär 130 i puls.
Skalan kan jämföras med andra linjära skalor såsom Likertskalan eller en visuell analog skala. Resultatens sensitivitet och reproducerbarhet är i stort sett lika även om Borgskalan i vissa fall kan vara bättre.

## Skalan
Borgskalan går från 6 till 20 och orden för att beskriva de olika graderna av ansträngning är noga utvalda. Den är översatt till ett antal olika språk men då ordens betydelse skiljer sig är skalan inte fullt jämförbar mellan språken.
| Borgs RPE-skala | Borgs RPE-skala         | Borgs RPE-skala |
| --------------- | ----------------------- | --------------- |
| 6               | Ingen ansträngning alls | < 40% maxplus   |
| 7               | Extremt lätt            | < 40% maxplus   |
| 8               | Extremt lätt            | 40−59% maxpuls  |
| 9               | Mycket lätt             | 40−59% maxpuls  |
| 10              | Mycket lätt             | 40−59% maxpuls  |
| 11              | Lätt                    | 40−59% maxpuls  |
| 12              | Lätt                    | 60−74% maxpuls  |
| 13              | Ganska ansträngande     | 60−74% maxpuls  |
| 14              | Ganska ansträngande     | 75−94% maxpuls  |
| 15              | Ansträngande            | 75−94% maxpuls  |
| 16              | Ansträngande            | 75−94% maxpuls  |
| 17              | Mycket ansträngande     | 75−94% maxpuls  |
| 18              | Mycket ansträngande     | ≥ 95% maxpuls   |
| 19              | Extremt ansträngande    | ≥ 95% maxpuls   |
| 20              | Maximalt ansträngande   | ≥ 95% maxpuls   |

## Borgskalan och den yttre miljön
Det verkar som om rörelse i utomhusmiljöer kan sänka den upplevda ansträngningen vid en given nivå av fysisk aktivitet jämfört med inomhus 